# Ubisoft Sofia
Ubisoft Sofia est un studio bulgare de développement de jeux vidéo fondé en 2006 et situé à Sofia.

## Jeux développés
| Titres                                    | Année | Plates-formes                                     |
| ----------------------------------------- | ----- | ------------------------------------------------- |
| Rayman contre les lapins crétins          | 2006  | PC, OS X                                          |
| Chessmaster: The Art of Learning          | 2007  | Nintendo DS                                       |
| Les Experts : Las Vegas - Crimes en série | 2007  | PlayStation 2                                     |
| Chessmaster Live                          | 2008  | Xbox 360                                          |
| Prince of Persia Classic                  | 2008  | PlayStation 3                                     |
| La Maison du style                        | 2009  | Nintendo DS                                       |
| Prince of Persia Trilogy                  | 2010  | PlayStation 3                                     |
| Léa Passion : Mode                        | 2011  | Nintendo 3DS                                      |
| Tom Clancy's Ghost Recon: Shadow Wars     | 2011  | Nintendo 3DS                                      |
| Assassin's Creed III: Liberation          | 2012  | PlayStation Vita                                  |
| Assassin's Creed IV Black Flag            | 2013  | PC, PlayStation 3, PlayStation 4, Xbox 360, Wii U |
| Assassin's Creed: Liberation HD           | 2014  | PC, PlayStation 3, Xbox 360                       |
| Assassin's Creed Rogue                    | 2014  | PlayStation 3, Xbox 360                           |